# Tank Force
Tank Force – sequel gry Battle City, wyprodukowany i wydany przez japońską firmę Namco w grudniu 1991 roku na automaty do gier oraz 10 listopada 2009 roku na platformę Virtual Console.

## Rozgrywka
Gra jest bardzo podobna do Tank Battalion. Gracz porusza się czołgiem, na każdym poziomie musi wyeliminować 20 czołgów wroga. Wrogie czołgi starają się zniszczyć bazę (jest nią zabudowany cegłami orzeł) oraz czołg gracza.
W 1985 roku została wydana bardzo podobna gra Battle City.